# Ramsey Angela

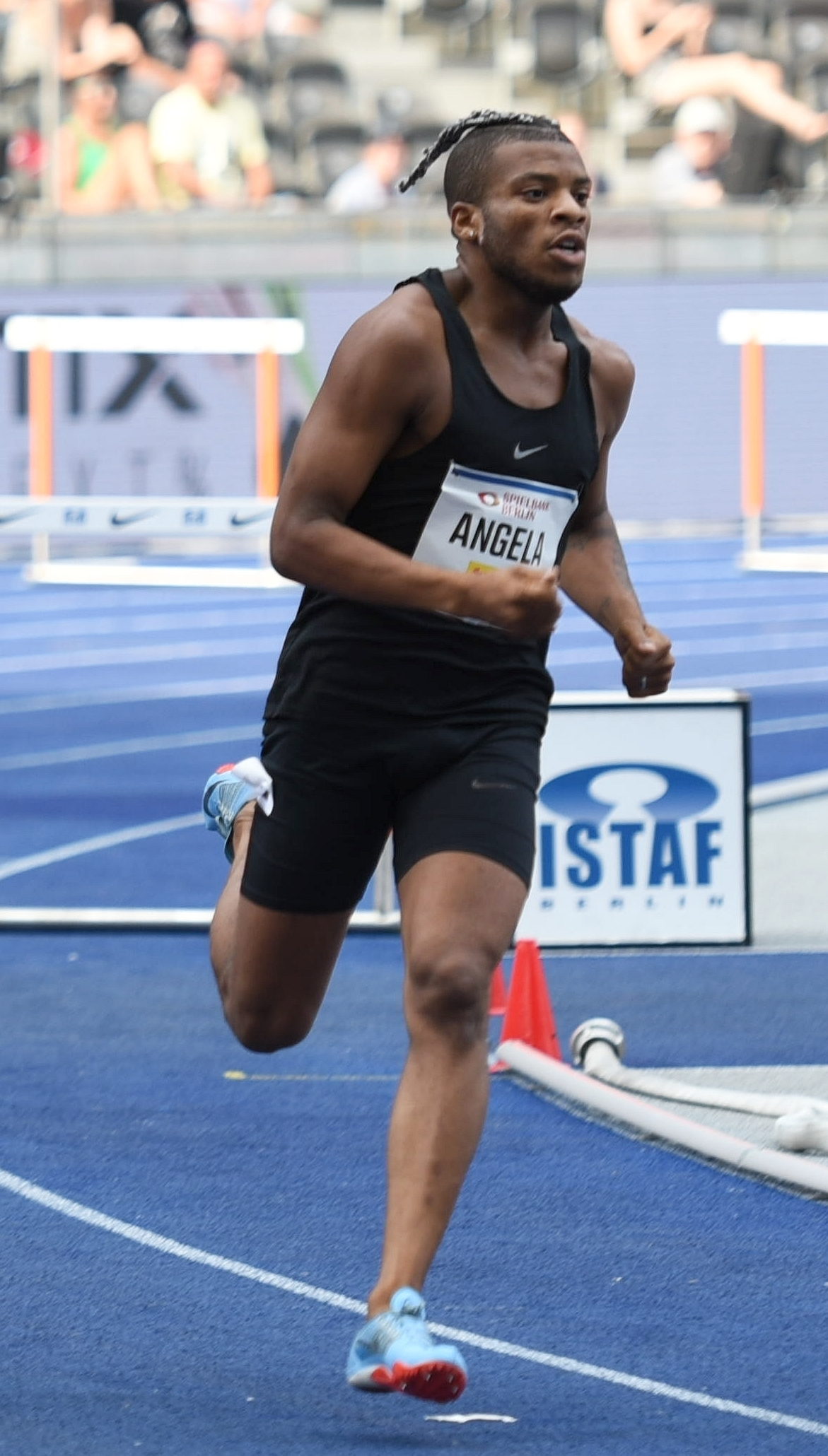
Angela, 2019

Ramsey Angela (Rotterdam, 6 november 1999) is een Nederlands atleet, gespecialiseerd in de 400 m en 400 m horden. Met het Nederlandse estafetteteam won hij goud op de 4 x 400 m tijdens de Europese kampioenschappen indooratletiek 2021 en de IAAF World Relays 2021 en zilver tijdens de Olympische Spelen 2020.

## Kampioenschappen

### Internationale kampioenschappen
| Onderdeel | Titel                   | Jaar |
| --------- | ----------------------- | ---- |
| 4 x 400 m | World Relays kampioen   | 2021 |
| 4 x 400 m | Europees indoorkampioen | 2021 |

### Nederlandse kampioenschappen
Outdoor
| Onderdeel    | Jaar       |
| ------------ | ---------- |
| 400 m horden | 2021, 2023 |

## Persoonlijke records
Outdoor
| Onderdeel    | Prestatie          | Datum            | Plaats        |
| ------------ | ------------------ | ---------------- | ------------- |
| 200 m        | 21,33 s (+0,1 m/s) | 26 mei 2024      | Brussel       |
| 400 m        | 45,42 s            | 14 februari 2024 | Potchefstroom |
| 400 m horden | 49,07 s            | 10 juli 2021     | Tallinn       |

Indoor
| Onderdeel | Prestatie | Datum            | Plaats    |
| --------- | --------- | ---------------- | --------- |
| 200 m     | 21,89 s   | 30 januari 2021  | Wenen     |
| 400 m     | 46,48 s   | 20 februari 2021 | Apeldoorn |

## Palmares

### 400 m
- 2022:  NK - 46,44 s
- 2023: 5e NK indoor - 47,40 s (in serie 47,17 s)
- 2025:  NK - 45,43 s

### 400 m horden
- 2021:  EK U23 te Tallinn - 49,07 s
- 2021:  NK - 49,44 s
- 2022:  FBK Games - 50,44 s
- 2022: 4e in ½ fin. WK - 49,77 s (in serie 49,62 s)
- 2023:  NK - 49,79 s

Diamond League-resultaten
- 2022: 8e Bislett Games - 50,21 s
- 2022: 9e Kamila Skolimowska Memorial - 5,98 s

### 4 x 400 m
- 2018: 4e in serie EK - 3.04,93
- 2019: 5e B-fin. World Athletics Relays in Yokohama - 3.05,15[2]
- 2021:  EK indoor - 3.06,06 (NR)
- 2021:  World Athletics Relays - 3.03,45
- 2021:  OS - 2.57,18 (NR)
- 2022: 5e EK - 3.01,34
- 2022: 5e in serie WK - 3.03,14
- 2023:  EK indoor - 3.06,59
- 2023: 6e WK - 3.00,40
- 2024:  WK indoor - 3.04,25 (NR)
- 2024: 4e in serie EK - 3.03,50

### 4 x 400 m gemengd
- 2021: 4e OS - 3.10,36 (NR)